# Zodiac Private Investigator
Zodiac Private Investigator (jap. 十二宮でつかまえて Jūnikyū de Tsukamaete) ist eine Manga-Serie der japanischen Zeichnerin Natsumi Andō (unter anderem auch Maria Ppoino!). Die auch unter dem Kürzel Zodiac P.I. bekannte Serie schildert die Abenteuer der 14-jährigen Riri Hoshizawa, die diverse Kriminalfälle löst.

## Figuren
Riri Hoshizawa: Das 14-jährige Mädchen geht in die Mittelschule, und ist ein Ass in Astrologie. Dies ist ein Erbe ihrer Mutter, die früher als Wahrsagerin tätig war und unter dem Pseudonym Spica diverse Kriminalfälle löste. Nachdem ihre Mutter jedoch spurlos verschwand übernahm Riri deren Erbe und ist ebenfalls als Spica als Detektivin tätig, wobei sie auch Aufträge annimmt. Ihre Fälle löst sie mit Hilfe der Astrologie. Dabei sind ihr die Sternengeister behilflich, die sich im magischen Ring ihrer Mutter befinden. Diese geben Hinweise, nach denen Riri die Fälle löst. Dazu braucht sie nur die Geburtsdaten der entsprechenden Opfer. Riris Hauptanliegen ist es jedoch ihre Mutter wieder zu finden. Riri ist sehr sportlich und überwindet mühelos diverse Hindernisse, was ihr bei ihren Ermittlungen hilfreich ist.
Hiromi Oikawa: Der gleichaltrige Junge war früher Riris Jugendfreund, zog jedoch im Alter von sechs Jahren in die USA. Der äußerst schlaue Schüler hat dort mehrere Klassen übersprungen und in Amerika schon den Uniabschluss gemacht. Sein Fachgebiet ist Kriminalpsychologie. Zurück in Japan kommt er Riri bei ihren Ermittlungen schließlich dauernd in die Quere, hilft ihr aber bei der Lösung der Fälle. Er entdeckt auch ziemlich schnell Riris Identität als Spica. Hiromi leidet unter einer Mädchenallergie und kriegt Ausschlag wenn ein Mädchen ihn anfasst.

## Veröffentlichungen
Zodiac Private Investigator erschien in Japan von 2001 bis 2003 in Einzelkapiteln im Manga-Magazin Nakayoshi. Der Kodansha-Verlag veröffentlichte diese Einzelkapitel auch in Form von vier Sammelbänden.
Der Manga wurde unter anderem ins Deutsche, Französische und Englische übersetzt. Seit Herbst 2005 verlegt der Heyne Verlag die Serie in Deutschland. Im Frühjahr 2006 erschien der letzte Band auf Deutsch.